# Osterhofen
Osterhofen település Németországban, azon belül Bajorországban.

## Fekvése
Osterhofen Wallerfing, Buchhofen, Moos, Niederalteich, Hengersberg, Winzer, Künzing, Eichendorf, Roßbach és Aldersbach községekkel határos.

## Népessége
| Lakosok száma | 1541 | 2822 | 8865 | 10 428 | 11 334 | 11 512 | 11 676 | 11 779 | 11 920 | 12 237 |
|               | 1875 | 1950 | 1975 | 1987   | 2012   | 2014   | 2016   | 2017   | 2021   | 2023   |

## Története
Osterhofen területén, annak Altenmarkt városrészében már a 8. században zárdát alapítottak. St. Margaretha nevű kolostortemploma (St. Margaretha Klosterkirsche) a bajor barokk nevezetes műemléke. Az 1727-1735 között épült templom terveit Johann Michael Fischer készítette. Belső díszítését az Asam testvérek: stukkódíszeit és a főoltárt Egid Quirin Asam, a mennyezetfestmények Cosmas Damin Asam készítették.

## Nevezetességek
- St. Margaretha Klosterkirsche
- Helytörténeti Múzeum

## Galéria

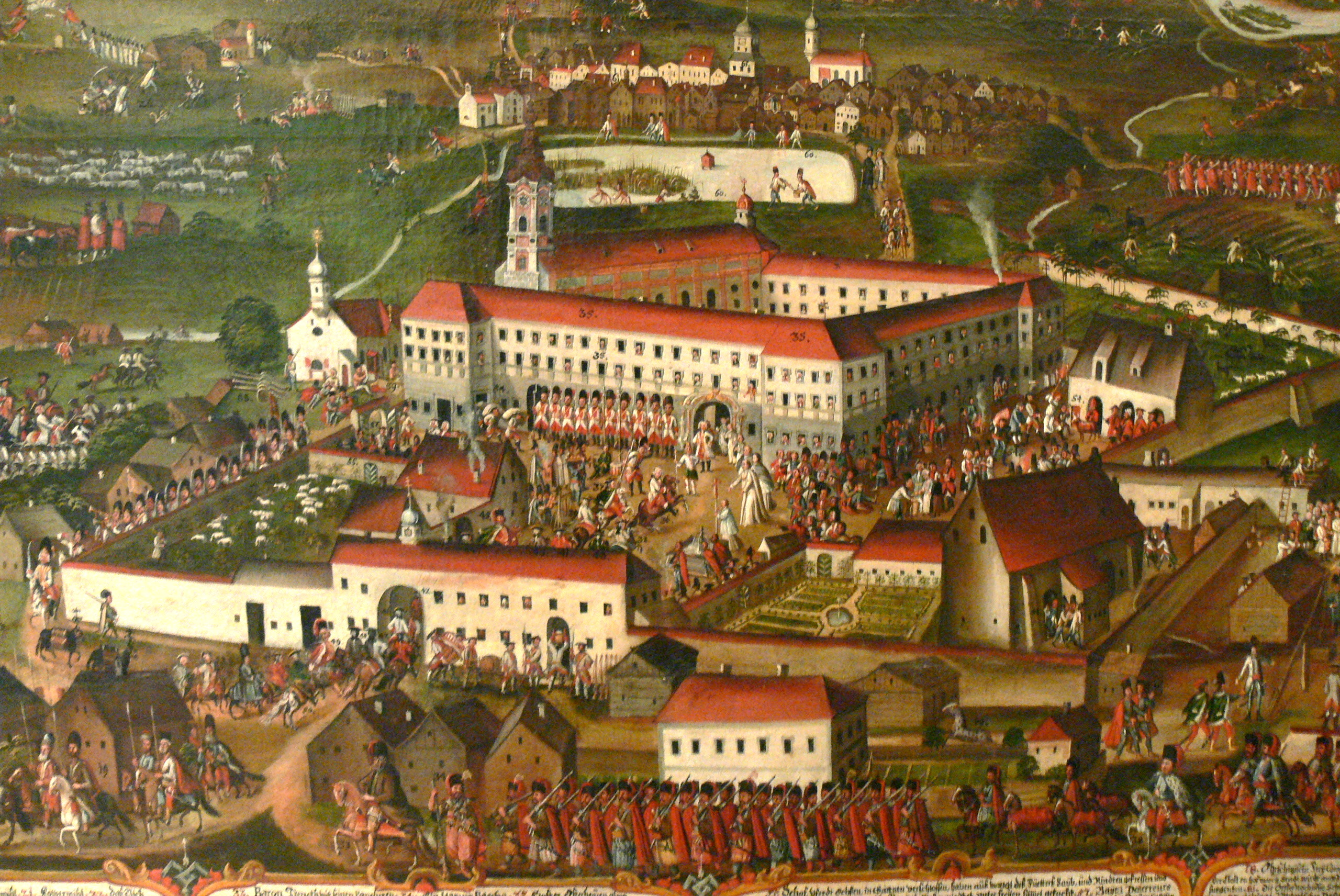
A kolostor és atemplom egy régi metszeten
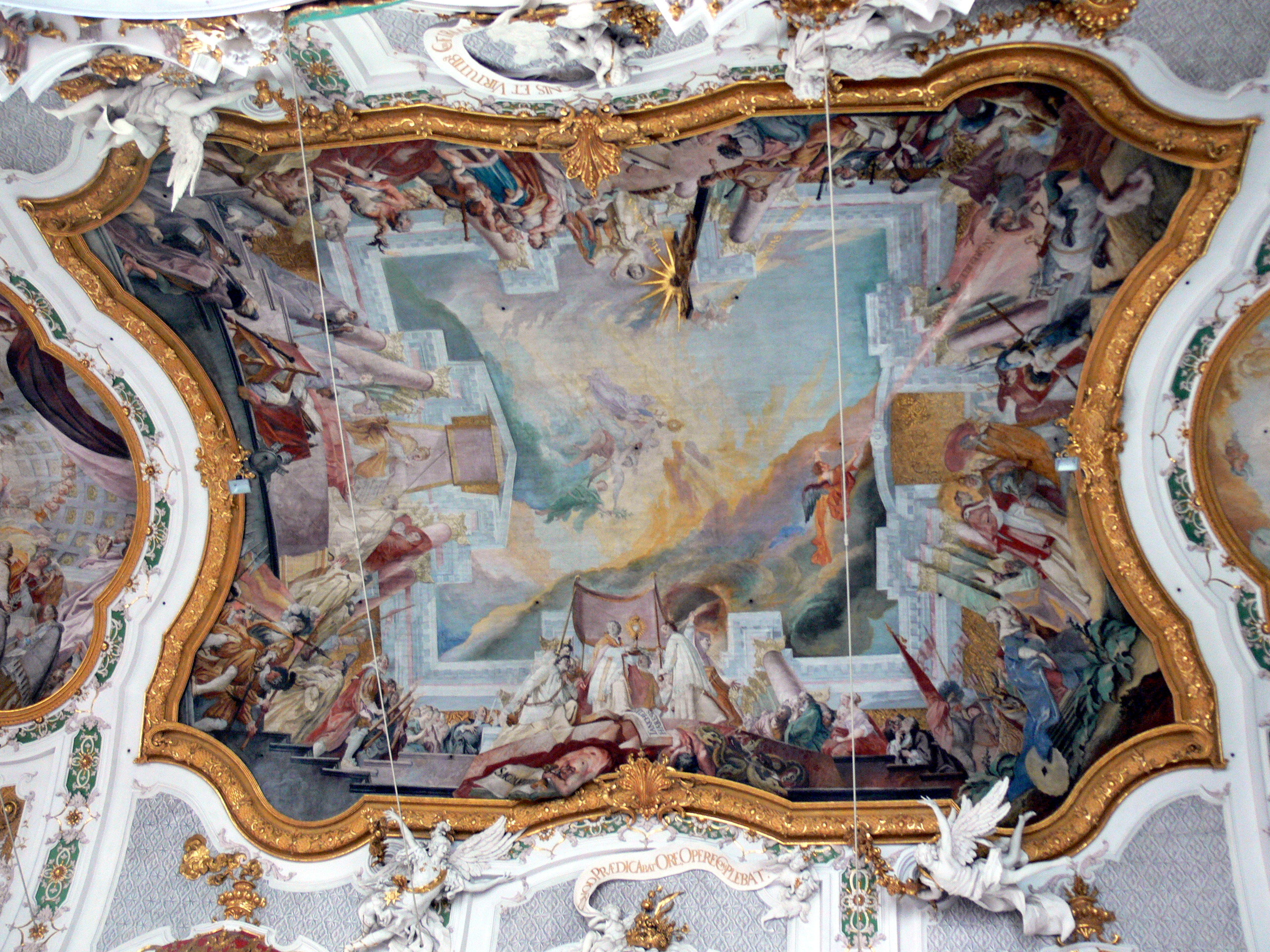
A kolostortemplom freskóinak egyike
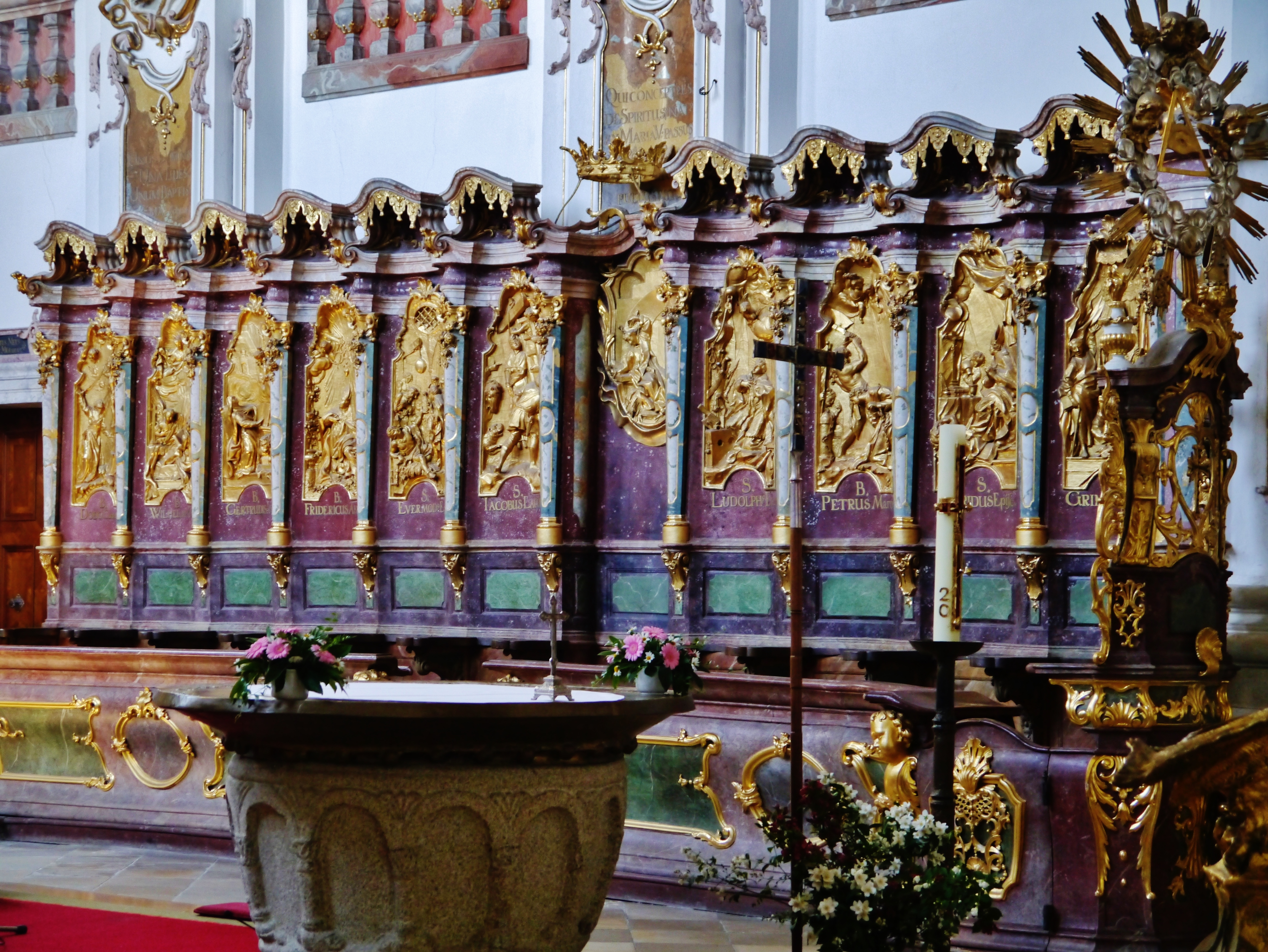
St. Margareta Bazilika
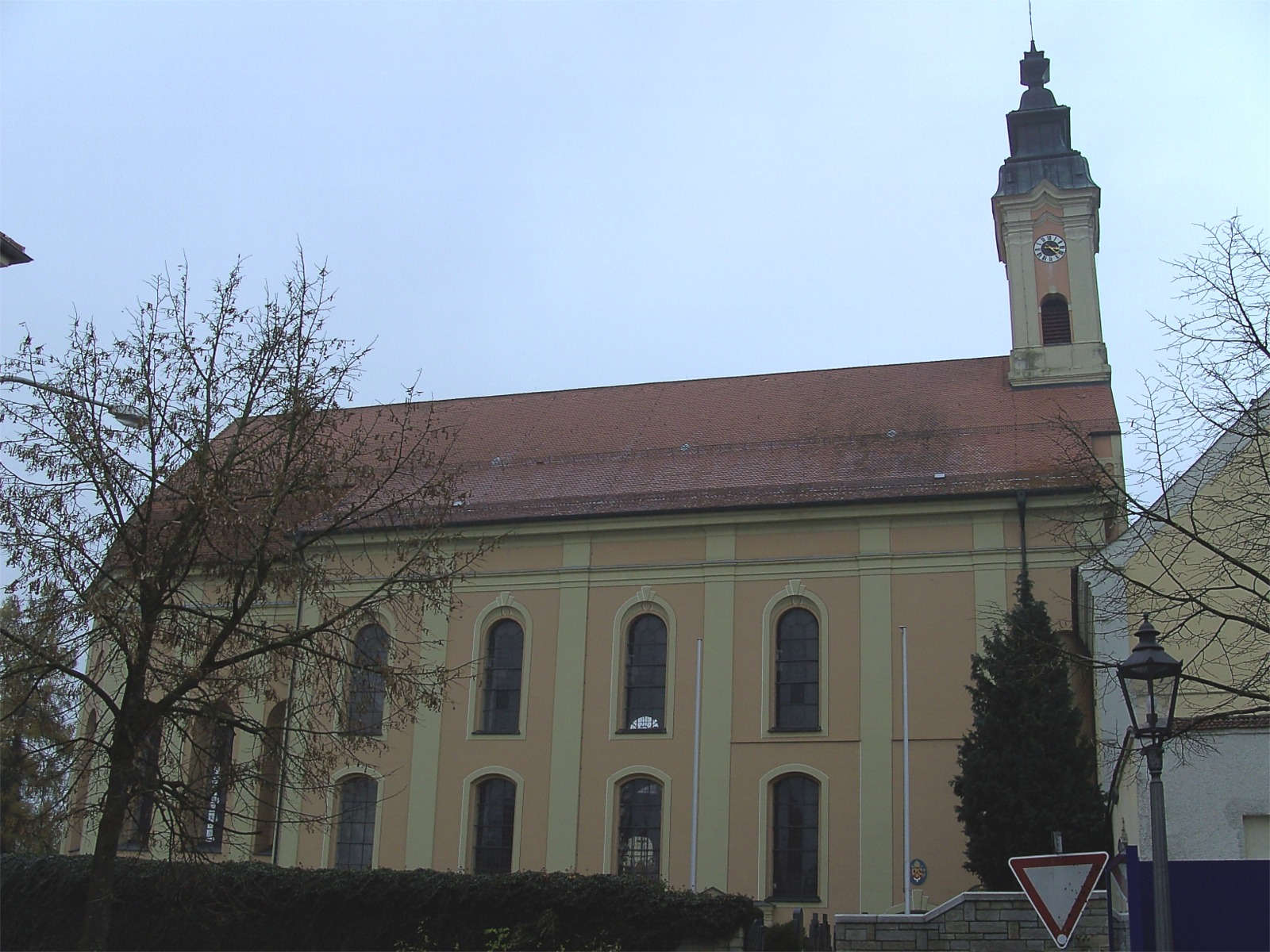
Bazilika
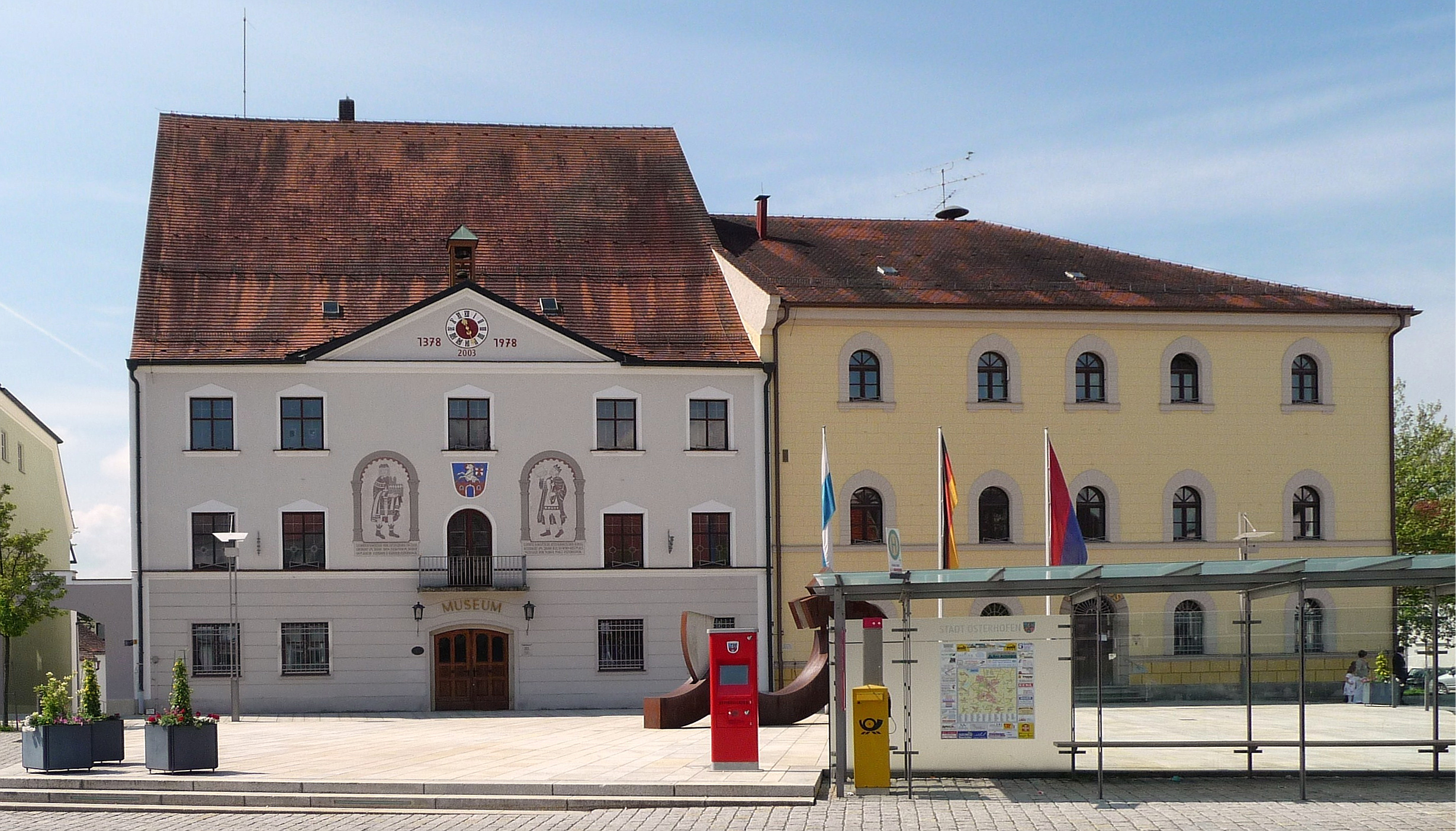
Helytörténeti múzeum és Városháza

## Népessége
Lakosainak száma 12 237 fő (2023. december 31.).
| Lakosok száma | 1541 | 2822 | 8865 | 10 428 | 11 334 | 11 512 | 11 676 | 11 779 | 11 920 | 12 237 |
|               | 1875 | 1950 | 1975 | 1987   | 2012   | 2014   | 2016   | 2017   | 2021   | 2023   |